# Smörtjärnarna
Smörtjärnarna är ett naturreservat i Borlänge kommun i Dalarnas län.
Området är naturskyddat sedan 2009 och är 100 hektar stort. Reservatet rymmer rester av en gruvverksamhet och består av torra marker med tallskog och gransluttningar.  